# مجموعة دفاع الاتحاد
مجموعة دفاع الاتحاد (بالفرنسية) (التي كانت تسمى في الأصل مجموعة اتحاد الحقوق)، هي اتحادًا طلابيًا فرنسيًا يمينيًّا مُتطرّفًا تأسس في ستينيات القرن العشرين. وبعد فترة من الخمول، أعيد إطلاقها في عام 2022.
كان مقر مجموعة دفاع الاتحاد في جامعة بانتيون أساس، وهي كلية قانون في باريس.
في 26 يونيو 2024، أمرت الحكومة الفرنسية بحل حزب الاتحاد الديمقراطي.

## الأيديولوجيا
تشكلت في منتصف الثمانينيات كمنظمة شبابية يمينية متطرفة معادية للشيوعية، وتحولت مجموعة دفاع الاتحاد نحو دعم حركات الموقف الثالث ونظريات «الثورة الوطنية»، فضلاً عن تبني معاداة الصهيونية ومعاداة أمريكا ودعم حافظ الأسد.

## الثقافة
اتخذ حزب مجموعة دفاع الاتحاد رمزًا للصليب السلتي والفئران السوداء الهزلية (الفئران السوداء).
كانت لبعض مجموعات الموسيقى الروك ذات الهوية الفرنسية علاقات مع مجموعة دفاع الاتحاد.

## التاريخ

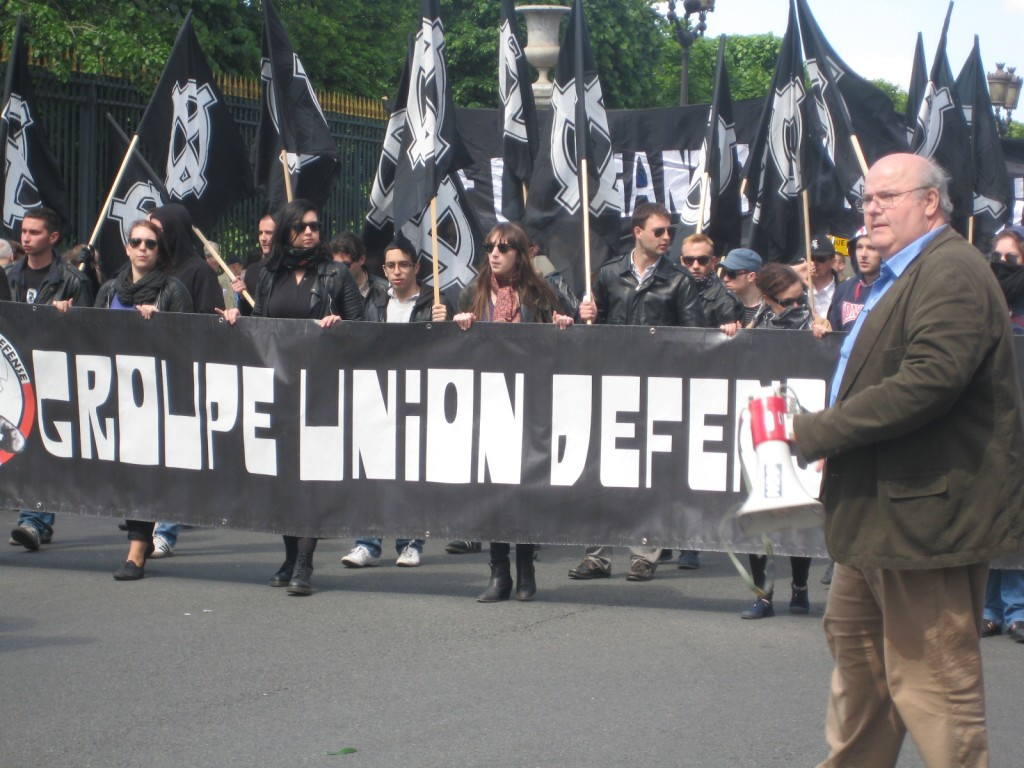
أعضاء حزب مجموعة دفاع الاتحاد خلال مظاهرة في باريس عام 2012

تأسست مجموعة دفاع الاتحاد في ديسمبر 1968 تحت اسم قانون الاتحاد في جامعة بانتيون أساس بواسطة آلان روبرت، وجيرار لونجيه، وجيرار إكورشيفيل وبعض أعضاء الحركة السياسية غرب [الإنجليزية]. في فترتها المبكرة، كانت حركة طلابية برجوازية رجعية، وأصبح بعض أعضائها الأوائل سياسيين محافظين رئيسيين، بما في ذلك جيرار لونجيه وهيرفي نوفيلي وآلان مادلين.
شارك أعضاء مجموعة دفاع الاتحاد في تأسيس النظام الجديد عام 1969.
خلال السبعينيات وأوائل الثمانينيات، كانت مجموعة دفاع الاتحاد، المرتبطة بحزب القوى الجديدة (PFN)، تنشر مجلة ألتيرنيتف الشهرية الساخرة. وكان من بين الأعضاء في هذه الفترة آلان أورسوني، وهو قومي كورسيكي مرتبط بالجريمة المنظمة ومشتبه به في مقتل ماري جين بوزي.
في 9 مايو 1994، توفي عضو مجموعة دفاع الاتحاد سيباستيان ديزيو بعد اشتباكات بين القوميين وشرطة مكافحة الشغب. في أعقاب هذه الأحداث، شكلت بعض الجماعات القومية الفرنسية منظمة شاملة تسمى لجنة 9 مايو (C9M) وتقيم[بحاجة لتوضيح] مسيرات تذكارية سنوية في باريس في 9 مايو.
في عام 1998، وحدت المجموعة نفسها مع شباب المقاومة واتحاد دوائر المقاومة، وهي فروع لمجموعة المقاومة الجديدة، تحت اسم الوحدة الراديكالية، ولكن تم حلها بعد محاولة اغتيال ماكسيم برونيري الفاشلة للرئيس جاك شيراك.
في عام 2004، تم إصلاح مجموعة دفاع الاتحاد تحت اسم المسيرة الطلابية اليمينية. وكان نشره لو ديديسنت.
في عام 2017 استولى أعضاء من حزب مجموعة دفاع الاتحاد على مبنى في ليون وأسسوا الحركة السياسية المعقل الاجتماعي [الإنجليزية].
في أواخر عام 2022، ظهرت كتابات جرافيتي في المؤسسات التعليمية في باريس (بما في ذلك المدرسة العليا) تقول «لقد عاد حزب مجموعة دفاع الاتحاد»؛ وتم نشر مقطع فيديو على قناة ويست كاجوال، وهي قناة تيليجرام يستخدمها اليمين المتطرف، لإحياء ذكرى بعض النازيين الجدد اليونانيين؛ وظهر شعار حزب مجموعة دفاع الاتحاد «أوروبا والشباب والثورة» على ملصقات في باريس وهتافات في مظاهرة يمينية في ليون. وقيل إن نشطاء الحزب ينتمون إلى نقابة العمال اليمينية المتطرفة لا كوكارد إتوديانت، وجماعة الزواف اليمينية المتطرفة، والكاثوليك التقليديين من فرساي، ومثيري الشغب في كرة القدم.

## الأعضاء
كان قادة مجموعة دفاع الاتحاد المتعاقبون هم: آلان روبرت، جاك مارشال، جان فرانسوا سانتاكروس، سيرج ريب، فيليب كويناش، تشارلز هنري فارو، فريديريك شاتيلون، ويليام بونفوا، بينوا فلوري.

### المتطوعون العسكريون
قاتل بعض أعضاء مجموعة دفاع الاتحاد في الحرب الأهلية اللبنانية مع حزب الكتائب في عام 1976، وحرب الاستقلال الكرواتية في التسعينيات وفي بورما أثناء صراع كاشين. في عام 1985، قُتل عضو مجموعة دفاع الاتحاد جان فيليب كوريجس أثناء القتال لصالح جيش التحرير الوطني لكارين [الإنجليزية].
كان لأعضاء الحزب الديمقراطي المسيحي روابط مع إدارة الحماية والأمن [الإنجليزية]، وهي المنظمة الأمنية للحزب السياسي اليميني المتطرف التجمع الوطني.
كان العضو السابق في مجموعة دفاع الاتحاد آلان أورسوني [الإنجليزية] عضوًا في جبهة التحرير الوطني.

## ببليوغرافيا
- Frédéric Chatillon, Thomas Lagane et Jack Marchal (dir.), Les Rats maudits. Histoire des étudiants nationalistes 1965-1995, Éditions des Monts d'Arrée, 1995, (ردمك 2-911387-00-7).
- روجر غريفين, Net gains and مجموعة دفاع الاتحاد reactions: patterns of prejudice in a Neo-fascist groupuscule, Patterns of Prejudice, vol. 33, n°2, 1999, p. 31-50.
- Collectif, Bêtes et méchants. – Petite histoire des jeunes fascistes français, Paris, Éditions Reflex, 2002, (ردمك 2-914519-01-X).

## وصلات خارجية
- مجموعة دفاع الاتحاد - Histoire des étudiants nationalistes 1965-1995 (History of nationalist students 1965-1995)